# Larry Booker
Larry Booker (Louisiana, 6 januari 1952 - Memphis (Tennessee), 29 november 2003), beter bekend onder zijn worstelnamen Larry Latham en Moondog Spot, was een Amerikaans professioneel worstelaar.

## Dood
Larry overleed aan een hartaanval in de ring tijdens Jerry Lawlers "birthday bash" show op 29 november 2003 in Memphis (Tennessee).

## In worstelen
- Finishers
  - Diving splash

- Signature moves
  - Gory special
  - Powerbomb

## Kampioenschappen en prestaties
- International Championship Wrestling (New England)
  - ICW Tag Team Championship (1 keer met Moondog Spike)

- NWA Mid-America - Continental Wrestling Association
  - AWA Southern Tag Tem Championship (4 keer; 3 keer met Wayne Farris en 1 keer met Moondog Rex)
  - NWA Mid-America Tag Team Championship (3 keer met Wayne Farris)

- Power Pro Wrestling
  - PPW Tag Team Championship (1 keer met Derrick King)

- Pro Wrestling Illustrated
  - PWI Feud of the Year (1992) met Moondog Cujo vs. Jerry Lawler en Jeff Jarrett

- United States Wrestling Association
  - USWA World Tag Team Championship (14 keer; 3x met Moondog Spike, 3x met Moondog Cujo, 4x met Moondog Splat, 3x met Moondog Rex en 1x met Moondog Rover)

- World Wrestling Council
  - WWC North American Tag Team Championship (1 keer met Moondog Rex)
  - WWC Caribbean Tag Team Championship (1 keer met Moondog Rex)
  - WWC World Tag Team Championship (1 keer met Moondog Rex)

- World Wrestling Federation
  - WWF Tag Team Championship (1 keer met Moondog Rex)

- Wrestling Observer Newsletter awards
  - Feud of the Year (1992) met Moondog Cujo vs. Jerry Lawler en Jeff Jarrett